# Leptonectidae
Leptonectidae (w starszych publikacjach Leptopterygiidae Kuhn, 1934) – rodzina ichtiozaurów. Obejmuje przeważnie niewielkie lub średniej wielkości ichtiozaury cechujące się bardzo wydłużonym pyskiem. Leptonectidae żyły w jurze i być może także w kredzie. Według analizy filogenetycznej przeprowadzonej w 1997 roku przez Michaela Caldwella jest grupą siostrzaną rodziny Stenopterygiidae. Według tej analizy wszystkie rodzaje należące do Leptonectidae – Leptonectes (= "Leptopterygius"), Eurhinosaurus, Temnodontosaurus, Grendelius i Platypterygius – znalazły się w politomii. Z późniejszej analizy kladystycznej Maischa i Matzkego (2000) wynika przynależność do Leptonectidae jedynie rodzajów Leptonectes i Eurhinosaurus. Według tej analizy Temnodontosaurus był ichtiozaurem bardziej bazalnym niż Leptonectidae, zaś Platypterygius był przedstawicielem rodziny Ophthalmosauridae; autorzy uznali też rodzaj Grendelius za młodszy synonim rodzaju Brachypterygius, również zaliczonego przez nich do Ophthalmosauridae. Z analizy tej wynika też, że Leptonectidae były grupą siostrzaną do kladu obejmującego rodzinę Suevoleviathanidae oraz grupę Thunnosauria (do której należały rodziny: Ichthyosauridae, Stenopterygiidae i Ophthalmosauridae). W późniejszej publikacji Maisch (2010) zaliczył do Leptonectidae tylko trzy rodzaje: Leptonectes, Eurhinosaurus i wydzielony z tego drugiego rodzaju odrębny rodzaj Excalibosaurus. Lomax (2017) zaliczył do rodziny czwarty rodzaj Wahlisaurus.